# Курцио Малапарте
Ку́рцио Малапа́рте (итал. Curzio Malaparte, настоящее имя Курт Эрих Зукерт (Kurt Erich Suckert); 9 июня 1898, Прато — 19 июля 1957, Рим) — итальянский писатель, журналист, кинорежиссёр.

## Биография
Отец — Эрвин Зуккерт, уроженец Саксонии полунемецкого-полупольского происхождения, владелец ткацкой фабрики. Мать Эвелина Перелли — итальянка из Ломбардии. Учился в римском университете Ла Сапиенца. В 1912 году опубликовал первое стихотворение. Участвовал в Первой мировой войне, был ранен и контужен, награждён за храбрость орденами Италии и Франции. 
После войны находился на дипломатической службе. Несколько месяцев работал в Высшем военном совете в Версале. В октябре 1919 года назначен атташе итальянского посольства в Варшаве.
В 1921 году вступил в Национальную фашистскую партию. Издавал несколько политических журналов и газет (с 1924 года журнал «Завоевание государства»). С 1925 года печатался под псевдонимом Курцио Малапарте (фамилия означает буквально «худая доля» и придумана в противоположность Бонапарту, чья фамилия значит «хорошая доля»: «Он кончил плохо, а я кончу хорошо», — говорил Малапарте). Параллельно политической активности деятельно участвовал в литературной жизни: вместе с Массимо Бонтемпелли основал литературный ежеквартальник «Девятисотые годы», где печатались Пикассо, Джеймс Джойс, Филипп Супо и др.
Человек авантюрного склада и анархист по убеждениям, Малапарте всегда и во всём любил идти поперёк сложившегося порядка.
После опубликования антитоталитарного памфлета «Техника государственного переворота» (1931), в котором он одобрительно высказался о стратегии Ленина и тактике Троцкого, одновременно осуждая Муссолини и Гитлера, был изгнан из партийных рядов. В 1933—1938 годах находился в изгнании на острове Липари в Тирренском море. Освобождён после личного вмешательства Галеаццо Чиано. Некоторое время работал в дипломатических представительствах, но впоследствии снова неоднократно арестовывался, отбывал срок в знаменитой римской тюрьме Реджина Чели (Царица Небесная).

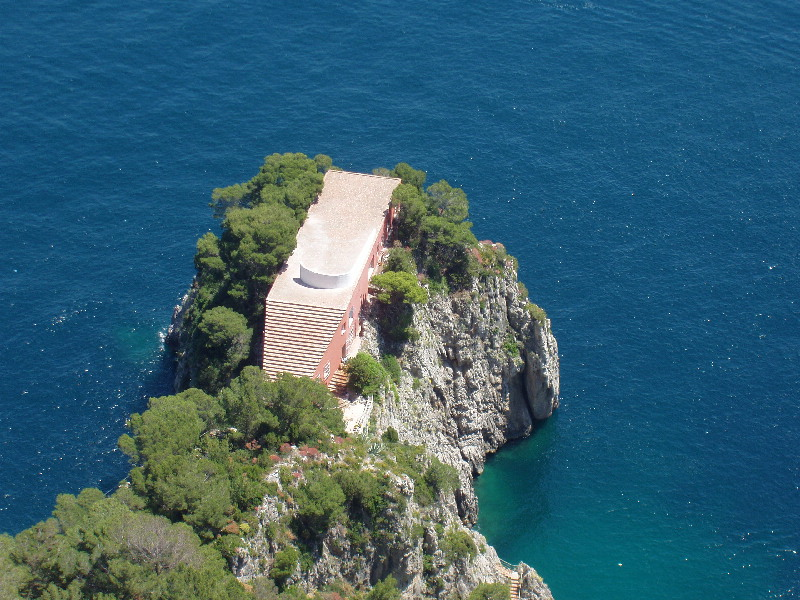
Вилла Малапарте на острове Капри, памятник архитектуры

С 1941 года — корреспондент газеты «Corriere della Sera» на Восточном фронте. Многие его статьи подвергались цензуре или не допускались к печати, но составили материал для будущих книг «Kaputt» (1944) и «Шкура» (1949). В 1943—1946 годах находился при высшем командовании армии США в Италии. Его статьи этого времени постоянно публиковались в периодике союзных стран.
После войны вступил в Итальянскую коммунистическую партию. В 1947 году поселился в Париже, где написал франкоязычные пьесы о Марселе Прусте и Карле Марксе. Интересовался маоистским Китаем, предпринял поездку туда, но вскоре заболел и был вынужден раньше времени вернуться (дневник поездки «Я в России и в Китае» был посмертно опубликован в 1958 году).
Умер от рака лёгких. Свою знаменитую виллу на Капри, где в разное время гостили Альберто Моравиа, Альбер Камю и др., завещал правительству Китайской Народной Республики. Его последняя книга «Проклятые тосканцы» (Maledetti toscani) вышла посмертно.

## Произведения

### Статьи, эссе
- Viva Caporetto! (1921, под именем Курцио Эрих Зуккерт)
- Le nozze degli eununchi (1922)
- L’Europa vivente (1923)
- Italia barbara (1925)
- Intelligenza di Lenin (1930)
- Technique du coup d'état (1931, опубл. в Париже на франц. яз.)
- I custodi del disordine (1931)
- Le bonhomme Lénine (1932, опубл. в Париже на франц. яз.)
- Deux chapeaux de paille d’Italie (1948, опубл. в Париже на франц. яз.)
- Due anni di battibecco', 1955
- Maledetti toscani (1956)
- Io, in Russia e in Cina (1958)
- Mamma marcia (1959)
- L’inglese in paradiso (1960)
- Benedetti italiani (1961)
- Viaggi fra i terremoti (1963)
- Journal d’un étranger à Paris (1966, опубл. в Париже на франц. яз.)

### Романы, повести, рассказы
- Avventure di un capitano di sventura (1927)
- Don Camaleo (1928)
- Sodoma e Gomorra (1931)
- Fughe in prigione (1936)
- Sangue (1937)
- Donna come me (1940)
- Il sole è cieco (1941)
- Il Volga nasce in Europa (1943)
- «Капут» (Kaputt) (1944)
- «Шкура» (La pelle) (1949)
- Storia di domani (1949)
- Racconti italiani (1957)

### Пьесы
- Du côté de chez Proust. Impromptu en un acte (1948, опубл. в Париже на франц. яз.)
- Das Kapital. Pièce en trois actes (1949, опубл. в Париже на франц. яз.)
- Anche le donne hanno perso la guerra (1954)

### Стихи
- L’Arcitaliano (1928)
- Il battibecco (1949)

## Малапарте и кино
В 1951 году Малапарте снял по собственному сценарию фильм «Запрещённый Христос», который получил «Серебряного медведя» на кинофестивале в Берлине (номинировался также на главный приз Каннского кинофестиваля). На вилле Малапарте происходит действие фильма Годара «Презрение, снятого в 1963 году по роману Моравиа. В 1981 году Лилиана Кавани поставила по роману «Шкура» одноимённый фильм, в котором Марчелло Мастроянни сыграл роль автора.

## Публикации на русском языке
- Техника государственного переворота. М.: Аграф, 1988.
- Капут // Нева, 1990, № 10-12
- Шкура // Иностранная литература, 2005, № 5.
- Волга рождается в Европе. Из-во «Штальберг», 1967. Перевод с нем., 2013 ([velesova-sloboda.vho.org/archiv/pdf/malaparte-volga-rozhdaetsya-v-evrope.pdf])
- Проклятые тосканцы. — М.: Барбарис, 2015.
- Шкура: роман. — М.: Ад Маргинем Пресс, 2015. Перев. с нем. Г. Фёдоров. — 304 с. ISBN 978-5-91103-218-0
- Капут: роман. — М.: Ад Маргинем Пресс, 2015. Перев. с нем. Г. Фёдоров. — 440 с. ISBN 978-5-91103-219-7
- Бал в Кремле = Il Ballo al Kremlino. / Перевод с итальянского А. Ямпольской. Предисловие и комментарии М. Одесского, Н. Громовой и С. Гардзонио. — М.: АСТ, 2019.